# ريدجفيلد بارك (نيوجيرسي)
ريدجفيلد بارك (بالإنجليزية: Ridgefield Park village, New Jersey)‏ هي قرية تقع بولاية نيوجيرسي في الولايات المتحدة. تبلغ مساحتها 4.95 كم2، وترتفع عن سطح البحر 17.0688 م، بلغ عدد سكانها 12,729 نسمة في عام 2010 حسب إحصاء مكتب تعداد الولايات المتحدة وتصل الكثافة السكانية فيها 2,571.5 نسمة لكل كيلومتر مربع (6,660.2/ميل2).

## التركيبة السكانية
حدّد مكتب تعداد الولايات المتحدة بيانات التركيبة السكانية لريدجفيلد بارك في تعداد الولايات المتحدة. في ما يلي، التركيبة السكانية حسب تعدادي 2000 و2010.

### تعداد عام 2000
بلغ عدد سكان ريدجفيلد بارك 12,873 نسمة بحسب تعداد عام 2000، وبلغ عدد الأسر 5,012 أسرة وعدد العائلات 3,243 عائلة مقيمة في القرية. في حين سجلت الكثافة السكانية 2,600.6 نسمة لكل كيلومتر مربع (6,735.5/ميل2). وبلغ عدد الوحدات السكنية 5,134 وحدة بمتوسط كثافة قدره 1,037.2 لكل كيلومتر مربع (2,686.3/ميل2).
وتوزع التركيب العرقي للقرية بنسبة 78.20% من البيض و4.10% من الأمريكيين الأفارقة و0.22% من الأمريكيين الأصليين و7.85% من الأمريكيين ذوي الأصول الآسيوية و0.03% من سكان جزر المحيط الهادئ و6.50% من الأعراق الأخرى و3.09% من عرقين مختلطين أو أكثر و22.24% من الهسبانيون أو اللاتينيون من أي عرق.
بلغ عدد الأسر 5,012 أسرة كانت نسبة 31.7% منها لديها أطفال تحت سن الثامنة عشر تعيش معهم، وبلغت نسبة الأزواج القاطنين مع بعضهم البعض 49.7% من أصل المجموع الكلي للأسر، ونسبة 11.2% من الأسر كان لديها معيلات من الإناث دون وجود شريك، بينما كانت نسبة 3.8% من الأسر لديها معيلون من الذكور دون وجود شريكة وكانت نسبة 35.3% من غير العائلات. تألفت نسبة 29.6% من أصل جميع الأسر من عدة أفراد يعيشون في نفس المنزل ونسبة 9.5% كانت تتألف من شخص يعيش بمفرده يبلغ من العمر 65 عاماً أو أكثر. وبلغ متوسط حجم الأسرة المعيشية 2.56، أما متوسط حجم العائلات فبلغ 3.24.
بلغ العمر الوسطي للسكان 37.2 عاماً. وكانت نسبة 22.4% من القاطنين تحت سن الثامنة عشر، وكانت نسبة 7.2% بين الثامنة عشر والرابعة والعشرين عاماً، ونسبة 34.4% كانت واقعةً في الفئة العمرية ما بين الخامسة والعشرين والرابعة والأربعين عاماً، ونسبة 23% كانت ما بين الخامسة والأربعين والرابعة والستين، ونسبة 12.8% كانت ضمن فئة الخامسة والستين عاماً فما فوق. يوجد لكل 100 أنثى 91.4 ذكر، ويوجد لكل 100 أنثى في الثامنة عشر من عمرها فما فوق 88.5 ذكر.
بلغ متوسط دخل الأسرة في القرية 51,825 دولارًا، أما متوسط دخل العائلة فبلغ 62,414 دولارًا. وكان متوسط دخل الذكور 44,507 دولارًا مقابل 35,217 دولارًا للإناث. وسجل دخل الفرد الخاص بالقرية 24,290 دولارًا. وكانت نسبة 4.7% من العائلات ونسبة 6.7% من السكان تحت خط الفقر، وكان من هؤلاء نسبة 7.3% تحت سن الثامنة عشر ونسبة 7.5% في الخامسة والستين من العمر وما فوق.

### تعداد عام 2010
بلغ عدد سكان ريدجفيلد بارك 12,729 نسمة بحسب تعداد عام 2010، وبلغ عدد الأسر 4,851 أسرة وعدد العائلات 3,272 عائلة مقيمة في القرية. في حين سجلت الكثافة السكانية 2,571.5 نسمة لكل كيلومتر مربع (6,660.2/ميل2). وبلغ عدد الوحدات السكنية 5,164 وحدة بمتوسط كثافة قدره 1,043.2 لكل كيلومتر مربع (2,701.9/ميل2).
وتوزع التركيب العرقي للقرية بنسبة 66.09% من البيض و6.40% من الأمريكيين الأفارقة و0.35% من الأمريكيين الأصليين و11.48% من الأمريكيين ذوي الأصول الآسيوية و0.01% من سكان جزر المحيط الهادئ و11.93% من الأعراق الأخرى و3.74% من عرقين مختلطين أو أكثر و36.18% من الهسبانيون أو اللاتينيون من أي عرق.
بلغ عدد الأسر 4,851 أسرة كانت نسبة 33.8% منها لديها أطفال تحت سن الثامنة عشر تعيش معهم، وبلغت نسبة الأزواج القاطنين مع بعضهم البعض 48.5% من أصل المجموع الكلي للأسر، ونسبة 13.9% من الأسر كان لديها معيلات من الإناث دون وجود شريك، بينما كانت نسبة 5.1% من الأسر لديها معيلون من الذكور دون وجود شريكة وكانت نسبة 32.5% من غير العائلات. تألفت نسبة 27.7% من أصل جميع الأسر من عدة أفراد يعيشون في نفس المنزل ونسبة 9.3% كانت تتألف من شخص يعيش بمفرده يبلغ من العمر 65 عاماً أو أكثر. وبلغ متوسط حجم الأسرة المعيشية 2.62، أما متوسط حجم العائلات فبلغ 3.25.
بلغ العمر الوسطي للسكان 39.3 عاماً. وكانت نسبة 21.9% من القاطنين تحت سن الثامنة عشر، وكانت نسبة 8.5% بين الثامنة عشر والرابعة والعشرين عاماً، ونسبة 28.2% كانت واقعةً في الفئة العمرية ما بين الخامسة والعشرين والرابعة والأربعين عاماً، ونسبة 28.9% كانت ما بين الخامسة والأربعين والرابعة والستين، ونسبة 12.5% كانت ضمن فئة الخامسة والستين عاماً فما فوق. وتوزع التركيب الجنسي للسكان بنسبة 48.5% ذكور و51.5% إناث.

## وصلات خارجية
- الموقع الرسمي